# Poonsak Masuk
Poonsak Masuk (thailändisch พูลศักดิ์ มาสุข, * 3. Juni 1990 in Nong Khai), geboren als Sarawut Masuk (thailändisch ศราวุฒิ มาสุข), auch als Nui (thailändisch หนุ่ย) bekannt, ist ein thailändischer Fußballspieler.

## Karriere

### Verein
Poonsak Masuk erlernte das Fußballspielen in der Schulmannschaft der Nakhon Sawan Sports School sowie in der Universitätsmannschaft der Chulalongkorn-Universität. Seinen ersten Vertrag unterschrieb er 2011 beim Drittligisten Chamchuri United FC in Bangkok. Mitte 2012 wechselte er zum Erstligisten Muangthong United. Bis 2014 stand er für Muangthong 46 Mal auf dem Spielfeld. 2015 verpflichtete ihn Ligakonkurrent Nakhon Ratchasima FC. Nach einer Saison und 25 Spielen unterschrieb er 2016 einen Vertrag bei Bangkok Glass, dem heutigen BG Pathum United FC. Die Hinserie 2018 wurde er an seinen ehemaligen Verein Nakhon Ratchasima FC ausgeliehen. Seit Anfang 2019 ist er an den Erstligaaufsteiger PTT Rayong FC aus Rayong ausgeliehen. Nachdem PTT Rayong im November bekannt gab, dass man sich aus der Thai League zurückzieht, wechselte er zum Zweitligisten Nongbua Pitchaya FC nach Nong Bua Lamphu. Bis Ende Juni absolvierte er für Nongbua zwei Zweitligaspiele. Am 1. Juli 2020 wechselte er zum Ligakonkurrenten Chiangmai United FC nach Chiangmai. Im März 2021 feierte er mit Chiangmai die Vizemeisterschaft und den Aufstieg in die erste Liga. Nach einer Saison in der ersten Liga musste er mit Chiangmai nach der Saison 2021/22 wieder in die zweite Liga absteigen. Für Chiangmai stand er 40-mal in der ersten- und zweiten Liga auf dem Rasen. Nach dem Abstieg verließ er den Verein und schloss sich dem Ligakonkurrenten Udon Thani FC an. Aber dort wurde sein Vertrag im Oktober 2022 nach nur zwei Kurzeinsätzen wieder aufgelöst. Im Januar 2023 unterschrieb er einen Vertrag beim Zweitligisten Ayutthaya United FC. Für Ayutthaya bestritt er bis Saisonende drei Ligaspiele. Die Saison 2024 stand er beim Viertligisten Roi Et PB United FC. Hier kam er jedoch nicht zum Einsatz. Im August 2024 schloss er sich dem Futera United FC an. Der Verein spielte in der viertklassigen Thailand Semi-Pro League. Zu Beginn der Saison 2025 schloss er sich dem Viertligisten Phichit United FC an. Mit dem Verein aus Phichit spielte er in der Northern Region der Liga.

### Nationalmannschaft
2007 spielte Poonsak Masuk sechsmal in der thailändischen U-19-Nationalmannschaft. Viermal trug er das Trikot der U-23-Nationalmannschaft. Von 2011 bis 2016 absolvierte er dann 24 Partien für die thailändischen A-Nationalmannschaft und erzielte dabei vier Treffer.

## Erfolge

### Verein
Muangthong United
- Thailändischer Meister: 2012

Chiangmai United FC
- Thailändischer Zweitligavizemeister: 2020/21  ▲

### Nationalmannschaft
Thailand
- ASEAN Football Championship: 2014, 2016
- King’s Cup: 2016

Thailand U-23
- Sea Games: 2013